# Jimmy Forrest (Jazzmusiker)
James Robert „Jimmy“ Forrest, jr. (* 24. Januar 1920 in St. Louis, Missouri; † 26. August 1980 in Grand Rapids, Michigan) war ein US-amerikanischer Jazzmusiker (Tenorsaxophonist).

## Leben und Wirken
Forrest wurde berühmt durch seine Komposition Night Train und galt lange als typischer Rhythm-and-Blues-Tenorsaxophonist. Er verband Stilelemente von Coleman Hawkins, Ben Webster und Chu Berry mit der melodischen Eleganz Lester Youngs.
Jimmy Forrest spielte in den 1930er Jahren mit Dewey Jackson, Fate Marable und der Jeter-Pillars Band. Er kam 1940 mit Jay McShann nach New York und spielte mit Andy Kirk (1941–47). Nach Gründung eines eigenen Ensembles in St. Louis arbeitete er 1949–50 als Nachfolger von Ben Webster bei Duke Ellington und hatte erneut eigene Gruppen. Ab 1951 nahm er in Chicago für United/Delmark erstmals unter eigenem Namen auf und spielte von 1958 bis 1960 bei Harry Sweets Edison. Forrest komponierte das Stück „Night Train“ und Ellingtons „Happy-Go-Lucky Local“. Im Laufe seiner Karriere machte er Plattenaufnahmen mit Miles Davis, mit Gruppen aus dem Kreis um Edison und Buck Clayton, mit Bennie Green und den Prestige Blues Swingers. Er gehörte 1973 bis 1977 als Solist der Count-Basie-Band an. Von 1977 bis kurz vor seinem Tod trat Forrest regelmäßig mit seinem früheren Basie-Kollegen, dem Posaunisten Al Grey, auf.
Spät in seinem Leben heiratete Jimmy Forrest Betty Tardy (1929–2011) und ließ sich in Grand Rapids, Michigan, nieder, wo er 1980 an Herzversagen verstarb.

## Diskographische Hinweise
- Night Train (Delmark, 1951–53)
- All the Gin is Gone (Delmark, 1959; 1965); Black Forrest (Delmark, 1959; 1972)  mit Grant Green, Harold Mabern, Gene Ramey, Elvin Jones
- Sit Down And Relax with Jimmy Forrest (Prestige/OJC, 1961) mit Hugh Lawson, Calvin Newborn, Tommy Potter
- Soul Street (OJC, 1961) mit Art Farmer, Idrees Sulieman, Jimmy Cleveland, King Curtis, Oliver Nelson, Seldon Powell, Pepper Adams
- Live At Rick’s 1980, mit Al Grey
- OD (1980, mit Al Grey)

### Musikbeispiele
- Jimmy Forrest: Night Train auf YouTube
- Jimmy Forrest: Bolo Blues auf YouTube
- Jimmy Forrest feat. Grant Green: All the Gin is Gone auf YouTube
- Jimmy Forrest feat. Grant Green: Caravan auf YouTube